# 张福森
張福森（1940年3月—），北京順義人，中华人民共和国政治人物。於2000年至2005年任中华人民共和国司法部部長。

## 生平
1940年生於北京，1958年加入中國共產黨。於1959年入清华大学學習，与胡锦涛同届，1965年畢業，期間曾任清華大學學生會主席。1979年任北京共青團市委副書記、中共北京市委副書記、中共新疆自治区党委副书记，後任司法部副部長。在北京市委工作期间参与中关村电子一条街的建设工作。由1987年中共十三大開始，直到2002年中共十六大，均被選為中央委員。於2000年12月28日獲朱镕基總理提名為司法部部長。2003年3月17日，经国务院总理温家宝提名，国家主席胡锦涛发布第二号中华人民共和国主席令，根据中华人民共和国第十届全国人民代表大会第一次会议的决定，张福森被任命为司法部部长。2005年被增補為中國人民政治協商會議全國委員會委員，同年，被十届全国人大常委会16次会议決定免去其司法部部長職務。2008年3月，被選為全國政協常委，並出任全國政協社会和法制委员会主任。